# Avaré-Arandu Airport
Avaré-Arandu Airport (portugisiska: Aeroporto de Avaré-Arandu) är en flygplats i Brasilien.   Den ligger i kommunen Avaré och delstaten São Paulo, i den södra delen av landet, 800 km söder om huvudstaden Brasília. Avaré-Arandu Airport ligger 800 meter över havet.
Terrängen runt Avaré-Arandu Airport är platt åt nordväst, men åt sydost är den kuperad. Avaré-Arandu Airport ligger uppe på en höjd. Närmaste större samhälle är Avaré, 6,3 km öster om Avaré-Arandu Airport.
Omgivningarna runt Avaré-Arandu Airport är huvudsakligen savann. Runt Avaré-Arandu Airport är det ganska tätbefolkat, med 70 invånare per kvadratkilometer.